# Alois Windisch
Alois Windisch (3 de febrero de 1892 - 28 de diciembre de 1958) fue un general austriaco en las fuerzas armadas de la Alemania Nazi durante la II Guerra Mundial. Junto con Friedrich Franek, fueron los únicos congraciados con la Cruz de Caballero de la Cruz de Hierro y la Cruz de Caballero de la Orden Militar de María Teresa, el honor militar más alto de Austria-Hungría.

## Carrera
Como joven oficial en el Ejército austrohúngaro, Windisch sirvió en la I Guerra Mundial. Entre otras condecoraciones, le fue concedida la Cruz de Caballero de la Orden de María Teresa (11 de diciembre de 1925).
Como teniente primero en 1918, permaneció en el Ejército de la recién fundada República austriaca. Promovido a capitán en 1921 (1 de enero de 1921), fue seleccionado para la Formación del Generalato y graduado como primero de su clase. Como coronel en el personal del Generalato austriaco a partir de 1936 (promovido el 24 de junio de 1936) y profesor de tácticas sénior, Windisch era bien conocido por su rechazo del movimiento nazi.
Después de la toma de control nazi en Austria (13 de marzo de 1938), fue considerado "políticamente poco confiable", expulsado del Cuerpo del Generalato, licenciado y destinado a la jubilación forzosa. Al inicio de la II Guerra Mundial (1 de septiembre de 1939) y como resultado de la necesidad de experimentados líderes militares, fue asignado como oficial comandante de un Regimiento de Infantería de Montaña (Gebirgsjäger-Regiment 139). Después de la caída de Polonia, él y su regimiento tomaron parte en la Operación Weserübung, la invasión de Noruega. Después de la campaña, recibió la Cruz de Caballero de la Cruz de Hierro. Alois Windisch se rindió a las tropas soviéticas en 1945 y fue extraditado a Yugoslavia. Fue sentenciado a 20 años de prisión pero fue liberado en 1953.

## Condecoraciones
- Cruz de Caballero de la Cruz de Hierro el 20 de junio de 1940 como Oberst y comandante del Gebirgsjäger-Regiment 139[3]